# Dadaj (Barczewo)
Dadaj (deutsch Schönfließ) ist ein kleines Dorf am See Dadaj (Daddaisee) in der Stadt- und Landgemeinde Barczewo (Wartenburg i. Ostpr.). Es liegt im Powiat Olsztyński (Kreis Allenstein) in der Woiwodschaft Ermland-Masuren im Nordosten Polens.

## Geographie

### Geographische Lage
Das Dorf Dadaj liegt am südwestlichen Ufer des Sees Dadaj im Westen der Masurischen Seenplatte, die dem Baltischen Höhenrücken gehört.  Die Entfernung nach Barczewo beträgt 15, nach Biskupiec (Bischofsburg) 18 und nach Olsztyn (Allenstein) 31 Kilometer.

### Geologie
Die Landschaft ist durch den Eisschild gestaltet worden und ist eine postglaziale, hügelige, bewaldete Grundmoräne mit vielen Rinnen- und Binnenseen und Flüssen. Charakteristisch für die Gegend sind zahlreiche Seen, Flüsse, sowie Nadel- und Mischwälder.
|  |

## Geschichte

### Ortsgeschichte
Ursprünglich war hier der Gau Barten der Prußen. Seit 1243 war das Bistum Ermland ein Teil des Deutschordenslandes. Das Rittergut Schönfließ ist im Jahr 1376 begründet worden. Nach dem Zweiten Frieden von Thorn im Jahr 1466 wurde Ermland als autonomes Fürstbistum Ermland der Krone Polens unterordnet.
Mit der ersten Teilung Polens im Jahr 1772 wurde Ermland ein Teil des Königreichs Preußen.
Seit Mai 1874 gehörte der Gutsbezirk Schönfließ zum Amtsbezirk Ramsau (polnisch Ramsowo); im Jahr 1928 erfolgte die Umwandlung in eine Landgemeinde und 1935 in die Gemeinde Schönfließ.
Das Anwesen mit einer Fläche von 520 Hektar war nach 1900 zuerst im Besitz des Oberleutnants Fritz Mayer und danach bis 1945 im Besitz der Familie Hugo († 1937) und Emmi Loeffler.
Aufgrund der Bestimmungen des Versailler Vertrags stimmte die Bevölkerung im Abstimmungsgebiet Allenstein, zu dem Schönfließ gehörte, am 11. Juli 1920 über die weitere staatliche Zugehörigkeit zu Ostpreußen (und damit zu Deutschland) oder den Anschluss an Polen ab. In Schönfließ stimmten 80 Einwohner für den Verbleib bei Ostpreußen, auf Polen entfielen keine Stimmen.
Nach dem 20. Januar 1945 wurde Schonfließ von der Roten Armee eingenommen. Nach Kriegsende kam das Dorf zur Volksrepublik Polen und erhielt die polnische Namensform „Dadaj“. Das ehemalige Gutshaus wurde umgebaut und dient als Hotel Star-Dadaj Resort & SPA.

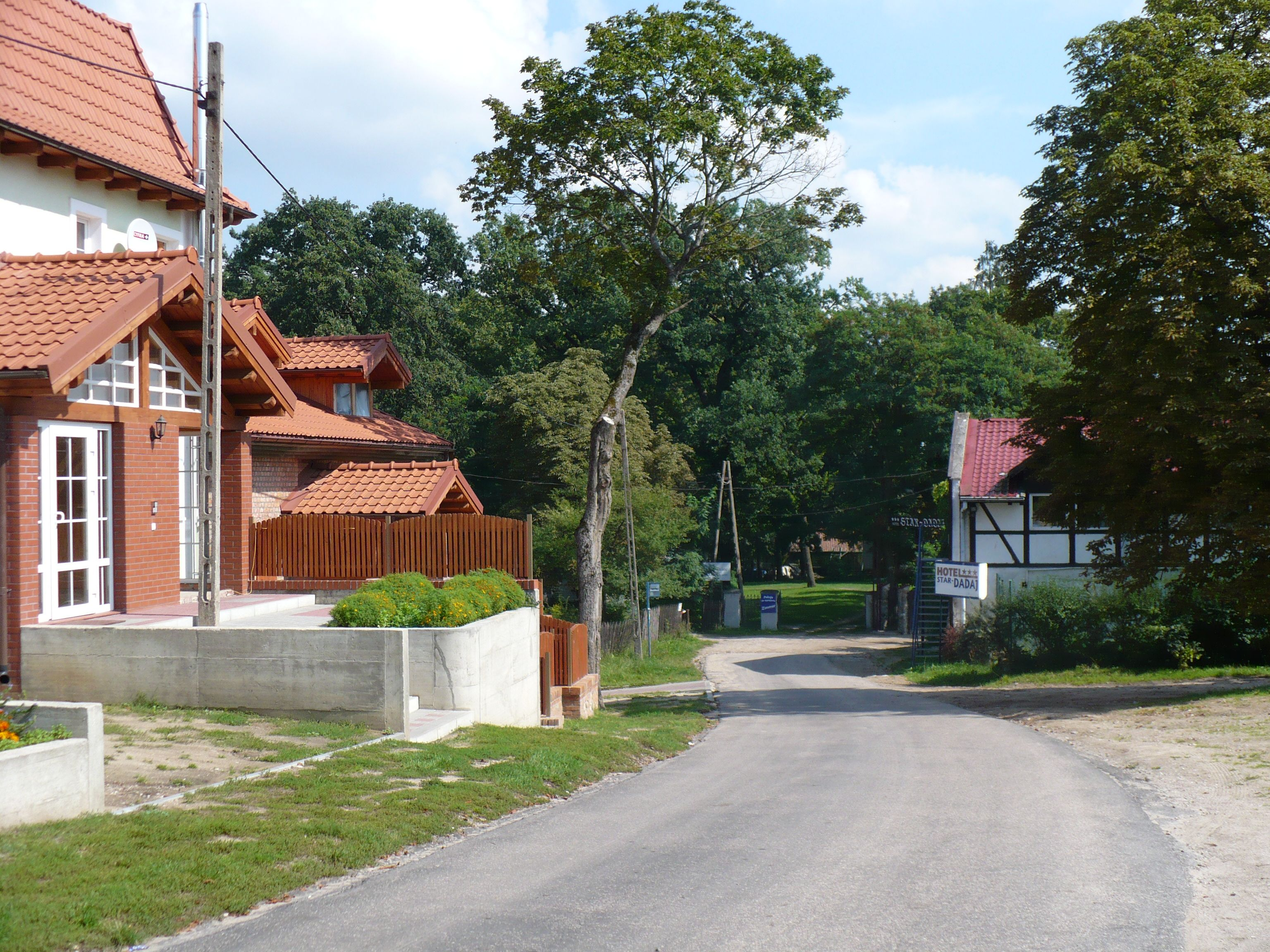
Dorfstraße in Dadaj

### Einwohnerzahlen
- 1861: 158[6]
- 1910: 089[7]
- 1933: 138[8]
- 1939: 128[8]

## Kirche

### Römisch-katholisch
Schönfließ gehörte bis 1945 zum römisch-katholischen Kirchspiel Groß Ramsau (polnisch Ramsowo), und Dadaj ist auch heute noch in die Pfarrei Ramsowo – jetzt dem Erzbistum Ermland zugeordnet – eingegliedert.

### Evangelisch
War bis 1945 das Dorf dem  evangelischen Kirchspiel Bischofsburg (polnisch Biskupiec) in der Kirchenprovinz Ostpreußen der Kirche der Altpreußischen Union zugehörig, so ist das bis heute so geblieben, wobei Biskupiec jetzt in der Diözese Masuren der Evangelisch-Augsburgischen Kirche in Polen liegt.

## Verkehr
Dadaj ist vom Nachbardorf Ramsowo ((Groß) Ramsau) aus auf direktem Wege zu erreichen. Eine Bahnanbindung besteht für den Ort nicht.